# Pekinški človek
Pekinški človek (pinjin: Běijīng Yuánrén, znanstveno ime Homo erectus pekinensis), je primer Homo erectusa (slovensko pokončni človek), ki se šteje za naslednika avstralopiteka in prednika Homo sapiensa (slovensko sodobni človek). 
15 delnih lobanj, 11 spodnjih čeljusti, veliko zob, nekaj kosti in veliko kamnitega orodja so odkrili med izkopavanji v Džovkovdjanu (pinjin Chou K'ou-Tien) v bližini Pekinga, Kitajska, v letih  1923-1927. Znanstveniki menijo, da so fosili stari okoli 500.000 let, novejše analize (26Al/10Be) pa kažejo, da so stari okoli 680.000-780.000 let. (pleistocen). 
Večino študij fosilov je opravil Davidson Black do svoje smrti leta 1934. Njegovo delo je nadaljeval Franz Weidenreich, ki je fosile preučeval do svojega odhoda iz Kitajske leta 1941. Fosili so bili zaradi varnosti (druga svetovna vojna) poslani v Združene države Amerike in so se na poti izgubili. Na srečo so se ohranili izvrstni odlitki in opisi. Na sliki je rekonstrukcija Franza Weidenreicha, nastala na osnovi okostij najmanj štirih različnih oseb, ker nobeno okostje ni bilo popolno. 
Sinantropi so bili predvsem nabiralci in lovci. Pekinški človek se povezuje z javanskim človekom (Pithecanthropus erectus). Arheološko najdišče Džovkovdjan, na katerem je bil odkrit pekinški človek, je bilo leta 1987 vpisano v Unescov seznam svetovne dediščine v Afriki in Oceaniji pod naslovom Džovkovdjan - najdišče pekinškega človeka‎. Izkopavanja na najdišču se nadaljujejo.
- Džovkovdjan, lokacija 1, kjer je bil najden prvi relativno popoln zgornji del lobanje
- Rekonstrukcija zgornjega dela lobanje prvega odkritega pekinškega človeka
- Doprsni kip pekinškega človeka v Narodnem muzeju Kitajske